# Tomáš Čvančara
Tomáš Čvančara (* 13. srpna 2000 Neratovice) je český profesionální fotbalista, který hraje na pozici útočníka za německý klub Borussia Mönchengladbach a za český národní tým.

## Klubová kariéra
Čvančara prošel mnoha mládežnickými kluby, mj. oběma pražskými „S“ nebo Neratovicemi.

### Jablonec
V roce 2018 přestoupil ze Slavie do Jablonce. Dne 11. března 2018 debutoval v české nejvyšší soutěži, nastoupil na závěrečnou minutu utkání 20. kola proti Baníku Ostrava (výhra 2:0).

#### Empoli (hostování)
V lednu 2019 odešel na půlroční hostování s opcí do italského Empoli FC, kde však nastupoval pouze za mládežnický tým v juniorské lize (10 zápasů, 1 gól).

#### Vyšehrad (hostování)
Sezonu 2019/20 odehrál na hostování ve druholigovém Slavoji Vyšehrad. V 21 zápasech si připsal celkem 13 gólů a stal se 4. nejlepším střelcem ročníku.

#### Sezóna 2020/21
Podzimní část sezony 2020/21 odehrál v Jablonci, kde však sbíral minuty pouze sporadicky. V utkání 6. kola si Čvančara připsal první prvoligový gól, když v 76. minutě zápasu na hřišti Sparty překonal Milana Heču (prohra 1:2).

#### Opava (hostování
Kvůli nízké herní vytíženosti působil v jarní části na hostování v Opavě. Angažmá se ale příliš nezdařilo, Opava sestoupila, Čvančara v 10 zápasech nepřipsal jediný gól.

#### Sezóna 2021/22
Situace se změnila se sezonou 2021/22. Čvančara se začal dostávat do základní sestavy Jablonce, v podzimní části si ve 14 startech připsal celkem 5 gólů, další 3 góly přidal v základní skupině Evropské konferenční ligy. V zimním přestupovém období se začalo mluvit o jeho odchodu do Sparty.

### AC Sparta Praha

#### Sezóna 2021/22
Spartou byl oficiálně oznámen 20. prosince 2021. V jarní části sezóny odehrál Čvančara 15 ligových utkání v dresu Sparty a vstřelil v nich 7 branek.

#### Sezóna 2022/23
V lednu 2023 prodloužil Čvančara se Spartou novou víceletou smlouvu. 28. ledna po souboji s olomouckým obráncem Tomášem Vraštilem nedohrál Čvančara utkání 17. ligového kola (remíza 1:1). Následné vyšetření vyloučilo vážnější vyšetření, Čvančara utrpěl otřes mozku a krátce byl v bezvědomí.
Závěr ligového ročníku Čvančara vynechal kvůli přetržení stehenního svalu.
V sezóně 2022/23 byl stabilním členem základní sestavy a pomohl Spartě 12 brankami v 24 ligových zápasech k mistrovskému titulu.

### Borussia Mönchengladbach
V červenci 2023 přestoupil Čvančara ze Sparty do německé Borussie Mönchengladbach. Dvaadvacetiletý útočník s "Hříbaty" podepsal pětiletou smlouvu. Sparta za Čvančaru podle německých médií obdržela přestupovou částku ve výši 10,5 milionu eur a další dva miliony může Gladbach doplatit prostřednictvím bonusů. Při svém soutěžním debutu v dresu Mönchengladbachu přispěl dvěma góly k vítězství 7:0 v prvním kole německého poháru na hřišti účastníka páté nejvyšší soutěže Bersenbrücku. Ve svém prvním zápase v německé Bundeslize vstřelil Čvančara dvě branky do sítě Augsburgu při remíze 4:4. 17. září, při ligové remíze 3:3 proti Darmstadtu, se Čvančara dostal na hřiště až v poločasové přestávce, následně neproměnil pokutový kop, poté ale rozjel akci před prvním gólem svého celku, na ten další nahrál a vyrovnávací branku tvrdým projektilem sám vstřelil. 10. listopadu se Čvančara střelecky prosadil při výhře 4:0 nad Wolfsburgem. V lednu 2024 si Čvančara natrhl vazy v kotníku a vypadl tak ze sestavy Hříbat.

## Reprezentační kariéra
Čvančara si připsal celkem 14 startů za reprezentaci do 18 let a jeden za U19.
Za „Lvíčata“ (U21) debutoval 11. listopadu 2021 v kvalifikaci ME na Turf Moor proti Anglii, již po 34 minutách byl ale trenérem Suchopárkem vystřídán. Další utkání odehrál 16. listopadu proti Slovinsku, kde gólem v 59. minutě zajistil Česku remízu 1:1.
Na jaře 2023 se Čvančara probojoval do národního mužstva, při debutu v kvalifikačním utkání proti Polsku skóroval už po dvou minutách, když zužitkoval přihrávku Davida Juráska, a pomohl k výhře 3:1.

## Kontroverze
V květnu 2023 se na internetové platformě Ruik.cz objevil článek o údajných potížích Čvančary a jeho spoluhráče Jana Mejdra s drogami, konkrétně mělo jít o pozitivní testy na kokain. Letenský klub toto tvrzení popřel a oznámil, že kvůli článku podá trestní oznámení. Oba hráči se podle klubového prohlášení rozhodli nechat otestovat na drogy. Čvančara měl test negativní.